# ASB Classic 2001
L'ASB Classic 2001 è stato un torneo di tennis giocato sul cemento. È stata la 16ª edizione del ASB Classic, che fa parte della categoria Tier IV nell'ambito del WTA Tour 2001. Si è giocato al ASB Tennis Centre di Auckland in Nuova Zelanda, dal 1º gennaio al 6 gennaio 2001.

## Campionesse

### Singolare
Meilen Tu ha battuto in finale  Paola Suárez con il punteggio di 7–6(10), 6–2.

### Doppio
Alexandra Fusai /  Rita Grande hanno battuto in finale  Emmanuelle Gagliardi /  Barbara Schett con il punteggio di 7–6(4), 6–3.